# Federico Annibale di Thurn und Taxis

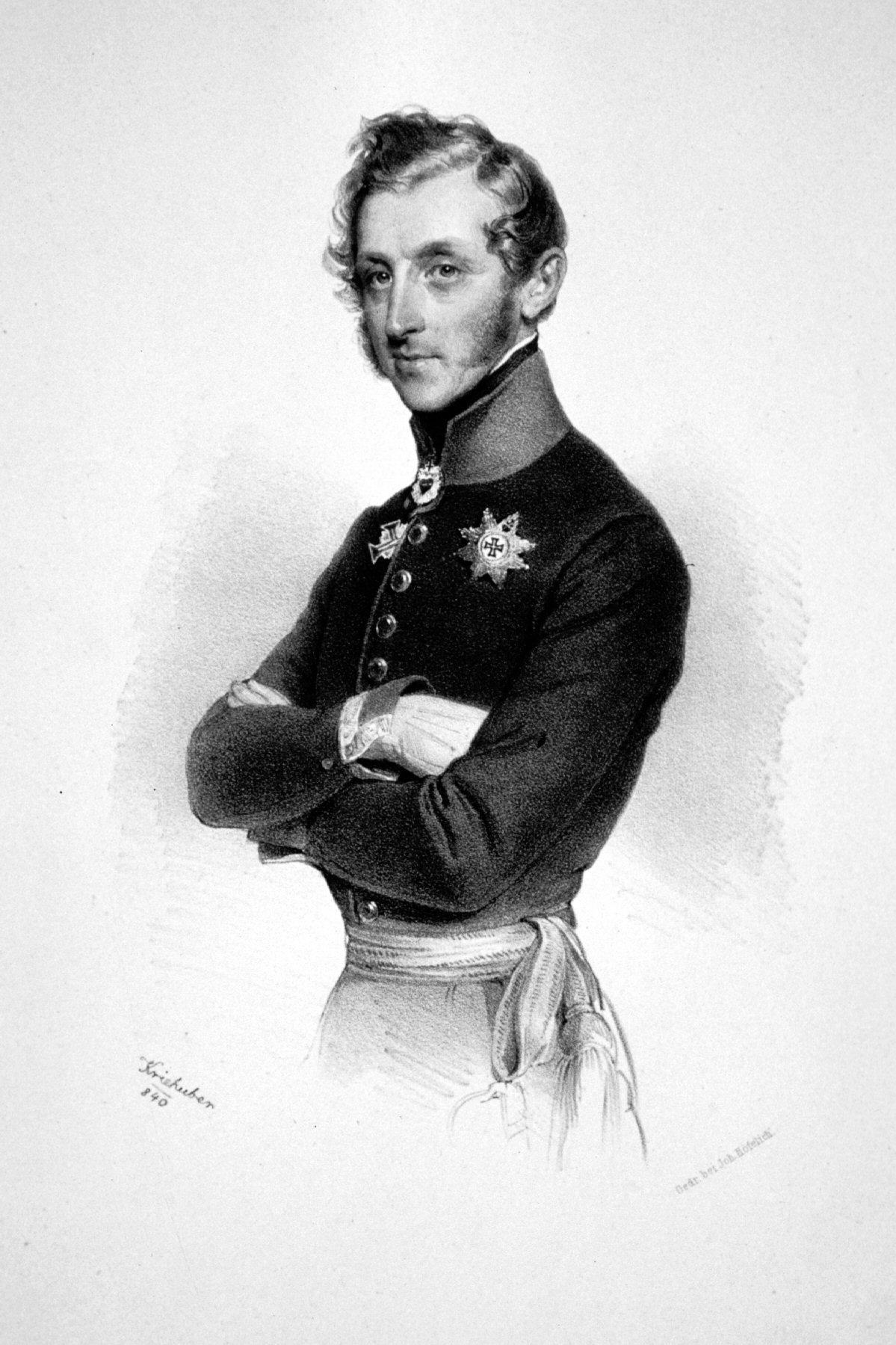
Federico Annibale di Thurn und Taxis

Federico Annibale di Thurn und Taxis (Praga, 3 settembre 1799 – Venezia, 17 gennaio 1857) era un generale di cavalleria dell'Austria imperiale, appartenente alla linea boema del casato di Thurn und Taxis.

## Vita
Era figlio del principe Massimiliano Giuseppe di Thurn und Taxis (1769-1831) e della principessa Maria Eleonora di Lobkowitz (1770-1834). Federico Annibale fu educato privatamente e nel giugno 1809 ricevette il brevetto di primo tenente nel reggimento sassone Garde du Corps. Nell'ottobre 1814 si trasferì nell'esercito imperial-regio come primo tenente e nel marzo 1815 prese parte alla sporadica campagna del corpo austriaco verso Parigi. Nel 1817 accompagnò l'arciduchessa Leopoldina in Brasile e poi tornò in Europa. Nel 1821 fu promosso rittmeister nella cavalleria imperiale e nel 1829 maggiore. Nel 1830 fu per breve tempo aiutante del governatore di Magonza, Ferdinando di Württemberg. Nel 1831 comandò un cordone per il colera sul Danubio, ammalandosi gravemente. La sua promozione a colonnello nel 1833 fu accompagnata dal comando di un reggimento. Già iscritto come landmann in Tirolo nel 1838, ricevette anche l'indigenato ungherese nel 1842. Promosso maggiore generale nel 1840, prese il comando di una brigata di cavalleria a Proßnitz. Nel 1842 gli fu affidato il comando di una brigata di fanteria a Praga. Dopo la nomina a luogotenente feldmaresciallo, nel gennaio 1848 gli fu affidato il comando della divisione di riserva del II Corpo d'armata nella guerre d'indipendenza italiane.
Come il fratello maggiore generale Guglielmo di Thurn und Taxis (1801-1848), partecipò alla campagna del 1848 nel II Corpo d'armata sotto il comando di Konstantin d'Aspre. Le sue truppe entrarono in azione sotto il comando del feldmaresciallo Radetzky il 26 e 27 luglio nella battaglia di Volta Mantovana e nell'ingresso a Milano. Nella campagna di marzo del 1849, partecipò alla battaglia di Novara e poi si recò a Praga con la sua divisione. Si recò in Svezia nel 1850 e nell'ottobre 1851 divenne comandante militare a Linz. Nel 1851, l'imperatore lo nominò titolare del reggimento di fanteria n. 50. Nell'autunno del 1853, agì come osservatore militare alle manovre del corpo di guardia prussiano a Berlino. Subito dopo il suo ritorno, fu nominato capitano della guardie del corpo alla Hofburg. Il 20 aprile 1854 fu infine promosso generale di cavalleria e in giugno assunse l'incarico di obersthofmeister dell'imperatrice Elisabetta, che accompagnò nel suo viaggio a Venezia nel 1856. Il principe Federico Annibale morì di febbre tifoide il 17 gennaio 1857 e fu sepolto nel cimitero di Santa Lucia, vicino a Vicenza, insieme al fratello Guglielmo.

## Matrimonio e figli
Federico Annibale sposò la contessa Aurora Batthyány von Német-Ujvár (1806-1881) nel 1831, la coppia ha avuto 7 figli:
- principe Lamoral di Thurn und Taxis (1832–1903), luogotenente feldmaresciallo e ufficiale di divisione

∞ Antonia, Gräfin Schaffgotsch, Freiin zu Kynast und Greiffenstein (1850-1942)
- principessa Rosa di Thurn und Taxis (1833-1907)
- principessa Elena di Thurn und Taxis (1836-1901), dama di compagnia dell'imperatrice Elisabetta
- principessa Laura di Thurn und Taxis (nata e morta nel luglio 1838)
- principe Federico di Thurn und Taxis (1839–1906), generale maggiore

∞ contessa Maria di Thun und Hohenstein (1850-1929)
- principe Arturo di Thurn und Taxis (1842-1848)
- principessa Irene di Thurn und Taxis (nata e morta nel 1847)

## Ascendenza
|                                                         |                                            |                                                                 | Genitori                                                    |  |  | Nonni |  |  | Bisnonni                                        |  |  | Trisnonni                                          |  |
|                                                         |                                            |                                                                 |                                                             |  |  |       |  |  | 8. Anselm Franz, II principe di Thurn und Taxis |  |  | 16. Eugen Alexander, I principe di Thurn und Taxis |  |
|                                                         |                                            |                                                                 |                                                             |  |  |       |  |  | 8. Anselm Franz, II principe di Thurn und Taxis |  |  | 16. Eugen Alexander, I principe di Thurn und Taxis |  |
|                                                         |                                            | 17. Anna Adelheid von Fürstenberg-Heiligenberg                  |                                                             |  |  |       |  |  | 8. Anselm Franz, II principe di Thurn und Taxis |  |  |                                                    |  |
| 4. Alexander Ferdinand, III principe di Thurn und Taxis |                                            |                                                                 |                                                             |  |  |       |  |  | 8. Anselm Franz, II principe di Thurn und Taxis |  |  |                                                    |  |
|                                                         |                                            | 9. Maria Ludovika Anna von Lobkowicz                            | 18. Ferdinand August, III principe di Lobkowicz             |  |  |       |  |  |                                                 |  |  |                                                    |  |
|                                                         |                                            | 9. Maria Ludovika Anna von Lobkowicz                            | 18. Ferdinand August, III principe di Lobkowicz             |  |  |       |  |  |                                                 |  |  |                                                    |  |
|                                                         |                                            | 9. Maria Ludovika Anna von Lobkowicz                            | 19. Maria Anna Wilhelmine von Baden-Baden                   |  |  |       |  |  |                                                 |  |  |                                                    |  |
| 2. principe Maximilian Joseph von Thurn und Taxis       |                                            | 9. Maria Ludovika Anna von Lobkowicz                            |                                                             |  |  |       |  |  |                                                 |  |  |                                                    |  |
|                                                         |                                            | 10. Joseph Wilhelm Ernst, I principe di Fürstenberg-Fürstenberg | 20. Prosper Ferdinand, conte di Fürstenberg-Stühlingen      |  |  |       |  |  |                                                 |  |  |                                                    |  |
|                                                         |                                            | 10. Joseph Wilhelm Ernst, I principe di Fürstenberg-Fürstenberg | 20. Prosper Ferdinand, conte di Fürstenberg-Stühlingen      |  |  |       |  |  |                                                 |  |  |                                                    |  |
|                                                         |                                            | 10. Joseph Wilhelm Ernst, I principe di Fürstenberg-Fürstenberg | 21. Sophie von Königsegg-Rothenfels                         |  |  |       |  |  |                                                 |  |  |                                                    |  |
| 5. Marie Henriette zu Fürstenberg                       |                                            | 10. Joseph Wilhelm Ernst, I principe di Fürstenberg-Fürstenberg |                                                             |  |  |       |  |  |                                                 |  |  |                                                    |  |
|                                                         |                                            | 11. Maria Anna von Waldstein                                    | 22. Johann Josef von Waldstein                              |  |  |       |  |  |                                                 |  |  |                                                    |  |
|                                                         |                                            | 11. Maria Anna von Waldstein                                    | 22. Johann Josef von Waldstein                              |  |  |       |  |  |                                                 |  |  |                                                    |  |
|                                                         |                                            | 11. Maria Anna von Waldstein                                    | 23. Eleonore von Waldstein                                  |  |  |       |  |  |                                                 |  |  |                                                    |  |
| 1. principe Friedrich Hannibal von Thurn und Taxis      |                                            | 11. Maria Anna von Waldstein                                    |                                                             |  |  |       |  |  |                                                 |  |  |                                                    |  |
|                                                         | 12. principe Georg Christian von Lobkowitz | 24. Ferdinand August, III principe di Lobkowicz (= 18)          |                                                             |  |  |       |  |  |                                                 |  |  |                                                    |  |
|                                                         | 12. principe Georg Christian von Lobkowitz | 24. Ferdinand August, III principe di Lobkowicz (= 18)          |                                                             |  |  |       |  |  |                                                 |  |  |                                                    |  |
|                                                         | 12. principe Georg Christian von Lobkowitz | 25. Maria Anna Wilhelmine von Baden-Baden (= 19)                |                                                             |  |  |       |  |  |                                                 |  |  |                                                    |  |
| 6. August Anton Joseph, principe di Lobkowitz           | 12. principe Georg Christian von Lobkowitz |                                                                 |                                                             |  |  |       |  |  |                                                 |  |  |                                                    |  |
|                                                         |                                            | 13. Caroline Henriette von Waldstein                            | 26. Karl Ernst von Waldstein                                |  |  |       |  |  |                                                 |  |  |                                                    |  |
|                                                         |                                            | 13. Caroline Henriette von Waldstein                            | 26. Karl Ernst von Waldstein                                |  |  |       |  |  |                                                 |  |  |                                                    |  |
|                                                         |                                            | 13. Caroline Henriette von Waldstein                            | 27. Maria Theresia von Losenstein                           |  |  |       |  |  |                                                 |  |  |                                                    |  |
| 3. Maria Eleonore von Lobkowicz                         |                                            | 13. Caroline Henriette von Waldstein                            |                                                             |  |  |       |  |  |                                                 |  |  |                                                    |  |
|                                                         |                                            | 14. František Antonín Czernin z Chudenic                        | 28. Hermann Jakob Czernin, conte di Chudenitz               |  |  |       |  |  |                                                 |  |  |                                                    |  |
|                                                         |                                            | 14. František Antonín Czernin z Chudenic                        | 28. Hermann Jakob Czernin, conte di Chudenitz               |  |  |       |  |  |                                                 |  |  |                                                    |  |
|                                                         |                                            | 14. František Antonín Czernin z Chudenic                        | 29. Antonie Josefa von Küenburg                             |  |  |       |  |  |                                                 |  |  |                                                    |  |
| 7. Maria Ludmilla Czernin von Chudenitz                 |                                            | 14. František Antonín Czernin z Chudenic                        |                                                             |  |  |       |  |  |                                                 |  |  |                                                    |  |
|                                                         |                                            | 15. Isabella Johanna Maria de Merode                            | 30. Jean-Philippe-Eugène de Mérode, V marchese di Westerloo |  |  |       |  |  |                                                 |  |  |                                                    |  |
|                                                         |                                            | 15. Isabella Johanna Maria de Merode                            | 30. Jean-Philippe-Eugène de Mérode, V marchese di Westerloo |  |  |       |  |  |                                                 |  |  |                                                    |  |
|                                                         |                                            | 15. Isabella Johanna Maria de Merode                            | 31. Maria Teresa Pignatelli, duchessa di Monteleone         |  |  |       |  |  |                                                 |  |  |                                                    |  |
|                                                         |                                            | 15. Isabella Johanna Maria de Merode                            |                                                             |  |  |       |  |  |                                                 |  |  |                                                    |  |